# Trigonia spruceana
Trigonia spruceana är en tvåhjärtbladig växtart som beskrevs av George Bentham och Johannes Eugen ius Bülow Warming. Trigonia spruceana ingår i släktet Trigonia och familjen Trigoniaceae. Inga underarter finns listade i Catalogue of Life.